# بابلو كروز غيريرو
بابلو كروز غيريرو (بالإسبانية: Pablo Cruz Guerrero)‏ هو ممثل مكسيكي، ولد في 2 فبراير 1984 بمدينة مكسيكو في المكسيك.

## وصلات خارجية
- بابلو كروز غيريرو على موقع IMDb (الإنجليزية)
- بابلو كروز غيريرو على موقع قاعدة بيانات الفيلم (الإنجليزية)